# جيرمي نورثام
جيرمي فيليب نورثام (بالإنجليزية: Jeremy Philip Northam)‏. (مواليد 1 ديسمبر 1961) ممثل إنكليزي حائز على جوائز.

## الحياة الشخصية
ولد نورثان في كامبريدج ، ابنا لرايتشل، صانعة فخار، وأستاذة في الاقتصاد، ولجون نورثان أستاذ في الأدب والمسرح، ومتخصص في دراما إبسن، وكان مدرسا في كلير كوليدج ومن ثم في بريستول. تلقى نورثام تعليمه في مدرسة بريستول غرامر، وفي رويال هالواي بجامعة لندن. وتلقى تدريبه في مدرسة ومسرح بريستول أولد فيك في بريستول، انكلترا.

## المهنة
قام نورثام بالأداء في المسرح القومي الملكي. حاز جائزة لورانس أوليفر في العام 1990 عن دوره في "most promising newcomer". بدأ بالتمثيل في أفلام أمريكية منها فيلم "The Net" العام 1995، لكنه ظهر بشكل أكثر الفاتا في أفلام بريطانية منها كارينغتون " Carrington" في 1995، إيما "Emma" في 1996، فتى ونسلو "The Winslow Boy" في 1999، زوج مثالي "An Ideal Husband" في 1999، لغز "Enigma" في 2001. ومثل دور الممثل والمغني الويلزي إيفور نوفيللو في فيلم غوسفورد بارك "Gosford Park" العام 2001.
في 2002 مثل في فيلم الخيال العلمي سايفر "Cypher" إلى جانب لوسي لو. كما جسد في 2007، 2008 شخصية توماس مور في مسلسل The Tudors من إنتاج شوتايم.

## فيلموغرافيا
- فيلم 1939 من إنتاج 2009
- Creation 2009
- Dean Spanley] 2008
- Fiona's Story 2008 "TV"
- The Tudors مسلسل تلفزيوني" 2007-2008
- The Invasion 2007
- Checkmate 2006
- A Cock and Bull Story 2005
- Guy X 2005
- Bobby Jones: A Stroke of Genius 2004
- The Statement 2003
- The Singing Detective 2003
- Martin and Lewis 2002 TV
- Cypher 2002
- Possession 2002
- Gosford Park 2001
- Enigma 2001
- The Golden Bowl  2000
- The Winslow Boy 1999
- An Ideal Husband 1999
- Gloria 1999
- Happy, Texas 1999
- The Misadventures of Margaret 1998
- The Tribe 1998 TV
- Amistad 1997
- 1997 Mimic
- Emma 1996
- Voices 1995
- 1997 The Net
- Carrington 1995
- A Village Affair 1994 BBC Tv
- Emily Brontë's Wuthering Heights 1992
- A Fatal Inversion 1992 BBC TV
- Soft Top Hard Shoulder 1992
- Journey's End 1988 TV
- Piece of Cake television 1988 mini series
- Suspicion 1987 TV
- Wish Me Luck 1987-88 TV series